# Debí Tirar Más Fotos
Debí Tirar Más Fotos (estilizado como DeBÍ TiRAR MáS FOToS) é o sexto álbum de estúdio solo do rapper e cantor porto-riquenho Bad Bunny. Foi lançado em 5 de janeiro de 2025, pela Rimas Entertainment e segue seu disco anterior Nadie Sabe Lo Que Va a Pasar Mañana (2023).
Musicalmente, o disco de reggaeton combina diversos elementos da música porto-riquenha que Bad Bunny ouviu durante a sua vida, incluindo plena, jíbaro e salsa. O conteúdo lírico explora as complexidades do status político de Porto Rico e as questões resultantes, como gentrificação e perda de identidade cultural. O álbum apresenta colaborações com Chuwi, Omar Courtz, Los Pleneros de la Cresta, Dei V e RaiNao.
Debí Tirar Más Fotos foi apoiado por vários singles, incluindo o hit número um da Billboard Global 200 "DTMF". Também foi promovido com um curta-metragem de mesmo nome lançado no YouTube, bem como a residência de concertos No Me Quiero Ir de Aquí. Após seu lançamento, recebeu aclamação da crítica musical, que o consideraram o álbum mais pessoal de Bad Bunny e uma homenagem a Porto Rico. O álbum alcançou o número um na Billboard 200 dos EUA, tornando-se seu quarto álbum número um e o sexto álbum em espanhol a chegar ao topo da parada.

## Antecedentes e lançamento
Em 13 de outubro de 2023, Bad Bunny lançou seu quinto álbum solo de estúdio Nadie Sabe Lo Que Va a Pasar Mañana, que estreou em primeiro lugar na Billboard 200 dos EUA com 184 mil unidades e alcançou o top 10 em mais cinco países. O lançamento do álbum foi acompanhado por sua quinta turnê intitulada Most Wanted Tour, abrangendo datas de fevereiro a junho de 2024, todas esgotadas e quebrando vários recordes. Fora de turnê, Bad Bunny lançou colaborações com Myke Towers e Rauw Alejandro bem como o single independente "Una Velita", co-produzido pelo colaborador de longa data Tainy.
Após o lançamento dos singles "El Clúb" e "Pitorro de Coco", ele anunciou o seu sexto álbum de estúdio intitulado Debí Tirar Más Fotos. Sua decisão de dar esse título ao álbum é porque ele inicialmente odiava tirar fotos, mas acabou se acostumando, afirmando que é necessário "aproveitar o momento em que pode e valorizar as memórias".

## Composição
Debí Tirar Más Fotos é descrito como um álbum de reggaeton que incorpora vários gêneros de música porto-riquenha, como jíbaro, plena e salsa. A produção do álbum foi feita pelos colaboradores frequentes de Bad Bunny, incluindo Tainy, La Paciencia e MAG, junto com os novos colaboradores: Big Jay e Saox.

## Lista de faixas
Créditos adaptados do Spotify.
| Debí Tirar Más Fotos – Edição padrão |                                                         | | |         |  |
| N.º                                  | Título                                                  | Compositor(es)                                                                                        | Produtor(es) | Duração |  |
| 1.                                   | "Nuevayol"                                              | Benito Martínez Marco Borrero                                                                         | MAG La Paciencia Justi Barreto [a] | 3:03    |  |
| 2.                                   | "Voy a Llevarte Pa' PR"                                 | Martínez                                                                                              | Tainy La Paciencia Dysbit Juan Morera [b] Llandel Veguilla [b] Héctor Delgado [b] John Taylor Everton Bonner Lowell Dunbar Lloyd Willis Raúl Ortíz [b] Joel Martínez [b] Ángel Rivera [b] Christian Colón [b] Francisco Saldaña [b] Norgie Noriega [b] | 2:36    |  |
| 3.                                   | "Baile Inolvidable"                                     | Martínez Borrero                                                                                      | MAG La Paciencia Elikai Big Jay Julito Gastón | 6:07    |  |
| 4.                                   | "Perfumito Nuevo" (com part. de RaiNao)                 | Martínez Naomi Ramírez Marco Masís                                                                    | Tainy La Paciencia Richie López | 3:20    |  |
| 5.                                   | "Weltita" (com part. de Chuwi)                          | Martínez Wilfredo Aldarondo Lorén Aldarondo Wester Aldarondo Adrián López Pau Donés [c] Eduardo Cabra | La Paciencia Smash David Cabra Big Jay Digital Jet | 3:07    |  |
| 6.                                   | "Veldá" (com part. de Omar Courtz e Dei V)              | Martínez Joshua Medina David Rivera                                                                   | Tainy Foreign Teck Bassy Frank King the Osakis Wisin KarBeats Chencho Corleone [d] Maldy [d] DJ Blass [d] | 3:55    |  |
| 7.                                   | "El Clúb"                                               | Martínez Borrero Scotty Dittrich                                                                      | MAG La Paciencia Saox Uv Killin Em Dittrich the Change Julia Lewis Mick Coogan Aidan Cullen | 3:42    |  |
| 8.                                   | "Ketu Tecré"                                            | Martínez Masís Borrero                                                                                | Tainy MAG La Paciencia | 4:10    |  |
| 9.                                   | "Bokete"                                                | Martínez Borrero                                                                                      | MAG La Paciencia Coogan Don Oskar Evrgrn | 3:35    |  |
| 10.                                  | "Kloufrens"                                             | Martínez Masís Borrero Misael de la Cruz                                                              | Tainy MAG La Paciencia Coogan Tyler Spry Mvsis De la Cruz | 3:19    |  |
| 11.                                  | "Turista"                                               | Martínez Borrero Dittrich                                                                             | MAG La Paciencia Jonathan "Yoni" Asperil Dittrich | 3:10    |  |
| 12.                                  | "Café con Ron" (com part. de Los Pleneros de la Cresta) | Martínez Borrero                                                                                      | MAG La Paciencia | 3:48    |  |
| 13.                                  | "Pitorro de Coco"                                       | Martínez Masís Borrero                                                                                | Tainy MAG La Paciencia Chuíto el de Bayamón [e] | 3:26    |  |
| 14.                                  | "Lo Que Le Pasó a Hawaii"                               | Martínez Masís Borrero                                                                                | Tainy MAG Hamed Flor Ramito Morales Ramos | 3:49    |  |
| 15.                                  | "Eoo"                                                   | Martínez                                                                                              | Tainy La Paciencia Delgado [f] Tito el Bambino [f] Rafael Pina [f] | 3:24    |  |
| 16.                                  | "DTMF"                                                  | Martínez Borrero Dittrich Benjamin Falik                                                              | MAG La Paciencia Dittrich Lewis Spry | 3:57    |  |
| 17.                                  | "La Mudanza"                                            | Martínez Masís                                                                                        | Tainy La Paciencia Big Jay Gastón | 3:33    |  |
| Duração total:                       | Duração total:                                          | Duração total:                                                                                        | Duração total: | 62:01   |  |